# Square du Cardinal-Verdier
Square du Cardinal-Verdier je square v Paříži v 15. obvodu. Jeho rozloha činí 6530 m2.

## Poloha
Square se nachází v ulici Rue Thureau-Dangin u křižovatky s Boulevardem Lefebvre poblíž kostela svatého Antonína Paduánského.

## Historie
Square bylo založeno v roce 1931 a bylo pojmenováno na počest pařížského arcibiskupa Jeana Verdiera, který inicioval výstavbu sousedícího kostela.